# Восходящий (Ленінськ-Кузнецький округ)
Восходя́щий (рос. Восходящий) — селище у складі Ленінськ-Кузнецького округу Кемеровської області, Росія.

## Населення
Населення — 950 осіб (2010; 976 у 2002).
Національний склад (станом на 2002 рік):
- росіяни — 93 %